# Kalil Madi
Kalil Madi (auch Kalil Mahdi oder Khalil Madi, * 13. Dezember 1921 in der Bronx, New York City; † 20. Mai 2007 ebendort) war ein US-amerikanischer Jazzmusiker (Schlagzeug).

## Leben und Wirken
Kalil Madi arbeitete ab den frühen 1950er-Jahren in der New Yorker Jazzszene, u. a. als Begleitmusiker von Billie Holiday; erste Aufnahmen entstanden 1952 mit der Band von Al Sears. In den folgenden Jahren spielte er u. a. mit „Big Nick“ Nicholas, Charlie Singleton, Jackie Paris, Sadik Hakim und Mongo Santamaría (Watermelon Man, 1973). 1959, 1960 und 1963 trat er mit Dakota Staton auf dem Newport Jazz Festival auf. 1965 machte er mit dem Pianisten Hasaan Ibn Ali, Odean Pope und Art Davis Aufnahmen für Atlantic, die allerdings erst 2021 veröffentlicht wurden; 1966 tourte er (als Nachfolger von Bill Dowdy) mit The Three Sounds um Gene Harris (Vibrations, Blue Note), spielte dann mit Freddie McCoy, Earl Hines (Boogie Woogie on St. Louis Blues; Prestige 1969).  Mit Hines und seiner Band (Haywood Henry, Larry Richardson und der Sängerin Marva Josie) tourte er 1970 in Deutschland; dabei entstand das MPS-Album Fatha and His Flock on Tour. Im Bereich des Jazz war er zwischen 1952 und 1997 an 18 Aufnahmesessions beteiligt, zuletzt mit dem Charles Gayle Quartet (Delivered).
In den  frühen 1990er-Jahren trat er im Trio mit Muhammad Salahuddeen (Saxophon, Gesang) und Halim Richard Clements (Bass) auf.
Madi war ein Onkel des Rappers Kid Cudi (* 1984).